# Liam Sanford
Liam Sanford né le 14 mars 1996 à Wegberg en Allemagne, est un joueur de hockey sur gazon anglais et britannique. Il évolue au poste de défenseur au Old Georgians HC et avec les équipes nationales anglaise et britannique.

## Carrière

### Coupe du monde
- Top 8 : 2018

### Championnat d'Europe
- : 2017

### Jeux olympiques
- Top 8 : 2020